# Digitální závislost

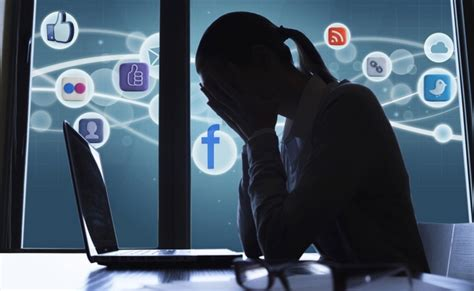
Závislost na digitálních technologiích

Digitální závislost je obvykle definována jako nutkavé jednání člověka užívat digitální technologie (označované též jako digitální média) a to i přes negativní dopad na jeho život. Jedná se o závislost nelátkovou vyznačující se závislostí na určité aktivitě (nebo také behaviorální mezi, které řadíme dále např. gamblerství a workoholismus), proti které těžko vznikají právní kroky, které by jí zabránily, či omezily. Projevuje se nadměrným používáním mobilního telefonu, tabletu, počítače či jiné digitální technologie. Zahrnuje nadměrné trávení času na internetu, na sociálních sítích, hraním počítačových her, či online nakupováním, stejně tak příliš častým sledováním filmů, seriálů nebo pornografie.

## Mechanismus vzniku digitální závislosti
Mechanismus nelátkové závislosti, mezi kterou se řadí i digitální závislost je obdobná jako při látkové závislosti. Chování, které nám přináší okamžité uspokojení se s větší pravděpodobností bude opakovat a postupem času se stává zvykem a to i přes negativní dopady. Tímto dojde ke vzniku závislostního chování, kdy jedinec ztrácí kontrolu a podléhá impulzu. Obdobně jako při látkové závislosti hraje největší roli stran neurobiologického dopaminergní a endogenní opiátový systém.
Americká psycholožka Kimberley Young rozlišila několik druhů digitální závislosti:
1. Závislost na on-line vztazích
2. Závislost na kybersexu
3. Závislost na počítači
4. Net-kompulzivní chování
5. Informační přesycení

## Diagnostika digitální závislosti
Diagnotika digitální závislosti je problematická, jelikož v současné době ještě není digitální závislost vedena jako oficiální diagnóza a žádný jednotný diagnostický nástroj tedy neexistuje. Přesto existuje několik nástrojů pro meření závislosti, které jsou využívány. Mezi existující nástroje se řadí například AICA-A (Assessment of Internet and Computer Game Addiction) nebo IAT (Internet Addiction Test). Pro vlastní potřeby lze využít on-line test adiktologické poradny dostupný v českém jazyce. 
Pro diagnostiku nelátkové závislosti jsou vymezena následující kritéria: 
1. Význačnost, aktivita se stává nejvýznamnější aktivitou v životě jedince
2. Dochází ke změnám nálad v případě ne/možnosti věnovat se dané aktivitě
3. Tolerance, pro dosažení stejného efektu je nutné zvyšování frekvence věnování se dané aktivitě
4. Abstinenční příznaky
5. Konflikt, negativní dopady především na interpersonální vztahy
6. Relaps, tendence vracet se ke stejným vzorcům chování i přes opakované pokusy o změnu[6]

## Politika a legislativní regulace
Hlavním koncepčním dokumentem pro snahy o regulaci, prevenci a snižování dopadů digitální závislosti je Národní strategie prevence a snižování škod spojených se závislostním chováním 2019-2027. Akční plán politiky v oblasti závislostí 2023–2025 mimo jiné upozorňuje na nedostatečnou dostupnost adiktologických služeb pro klienty s digitální závislostí v ČR. 
V rámci koncepčního dokumentu dojde k implementaci v tématu digitálních závislostí: 
1. Koncepční uchopení tématu (monitoring a analýza potřeb)
2. Posílení informovanosti
3. Zvýšení ochrany dětí a mladistvých při využívání digitálních technologií
4. Analýza možností regulace rizikových her[7]

## Důsledky digitální závislosti
Nadměrné trávení času na digitálních technologiích a internetu se týká poměrně velké části populace (smartphone používá denně 80,7% české populace, internet v něm 76,7%). Lidé závislí na digitálních technologiích zažívají nepříjemné pocity při nemožnosti být online. Nadměrné trávení času na digitálních technologiích má mnoho negativních dopadů na jednotlivce i jejich okolí. Jedná se jak o dopady zdravotní, tak sociální, které způsobují obtíže v běžném životě. Projevem závislosti může být nespavost, podrážděnost, narušení denního rytmu, zhoršená orientace v čase, zanedbávání osobní hygieny, vynechávání jídla. Mezi další symptomy řadíme bolest hlavy, očí, či zad.
Důsledkem závislosti mohou být i problémy ve škole či zaměstnaní, jelikož digitální závislost má vliv na koncentraci člověka a schopnost udržení pozornosti. Některé dopady digitální závislosti mohou být z časového hlediska dlouhodobé. Mezi takové důsledky řadíme například pokles fyzické aktivity a s tím související obezitu, nebo zanedbávání volnočasových aktivit. Dalším problémem je ztráta sociálních kontaktů, kdy se kontakty omezují převážně na online prostředí, navíc může dojít ke zhoršení rodinných vztahů. U závislých lidí se taktéž zvyšuje riziko digitální demence.
Obzvláště u dětí a dospívajících závislost mohou doprovázet úzkostné poruchy, deprese, ale i konzumace alkoholu, agresivita a sebevražedné myšlenky. Mezinárodní klasifikace nemocí (MKN-10) ani Diagnostický a statický manuál duševních poruch (DSM-5) zatím nezahrnuje digitální ani internetovou závislost jako duševní poruchu. I přes nejasnou definici je na místě konat kroky v osvětě, prevenci i v terapii. V České republice se lidé závislí na digitálních technologiích mohou obrátit na psychology a psychiatry, nebo mohou vyhledat pomoc v adiktologických ambulancích.

### Digitální závislost u dětí a dospívajících

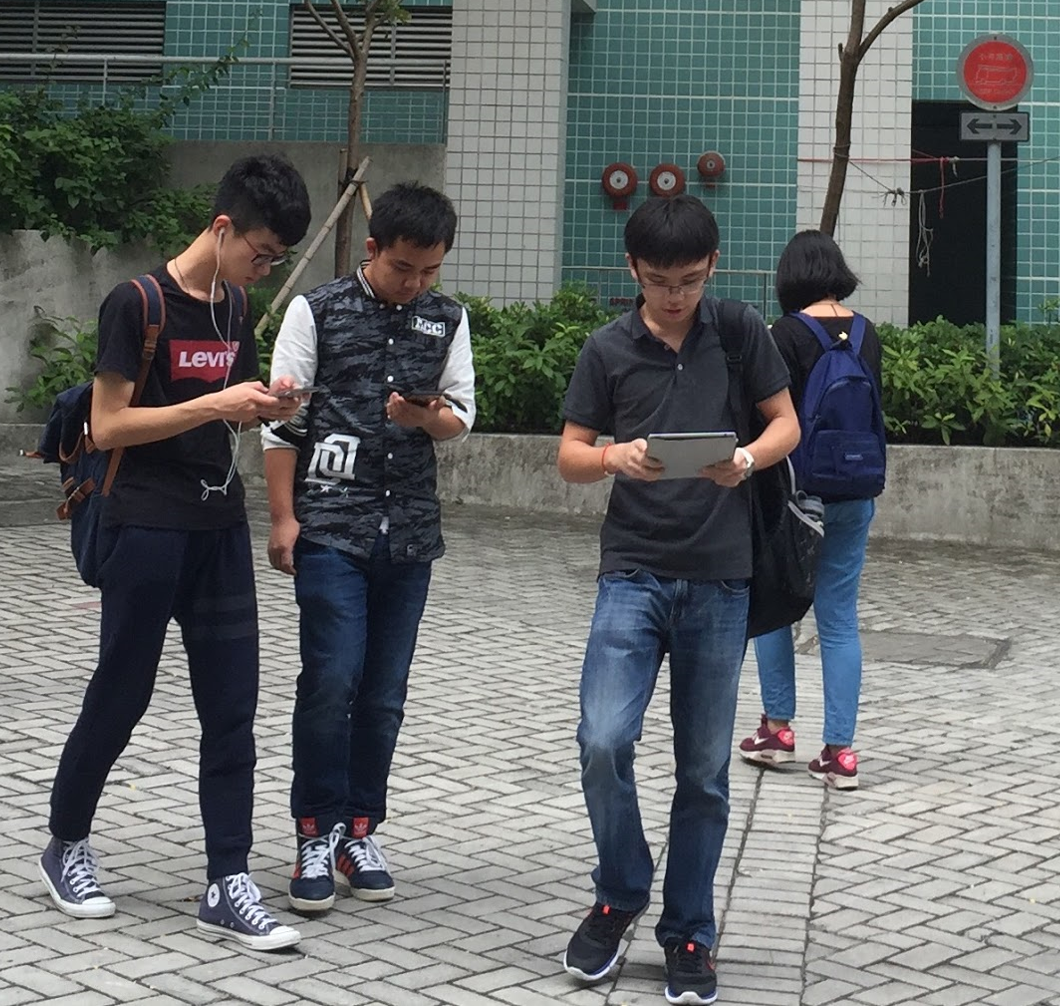
Dostupnost a nadužívání digitálních medií dětmi a mládeží

Dle mezinárodní výzkumné studie z roku 2022 zaměřené na zdraví a životní styl děkí a školákůThe Health Behaviour in School-aged Children (HBSC), bylo zjištěno, že problematické užívání sociálních sití se může týkat až 5-7% chlapců a 7-13% dívek ve věku 11-15 let.

### Vliv smartphonů
V České republice používá chytrý telefon 80,7% osob nad 16 let (data z r. 2022). Využívají ho k telefonování, psaní SMS, používání sociálních sítí, sledování novinek, hraní her, nakupování ad. Stálá přítomnost mobilního telefonu může vést k jeho nutkavému používání. Lidé dělající více věcí najednou nejsou efektivní a pokud jsou dlouhodobě rozptylováni užíváním smartphonu od jiných aktivit, pravděpodobněji se u nich rozvine porucha pozornosti. Konkrétně používání mobilního telefonu během čtení negativně ovlivňuje chápání textu. Mobilní telefony nám poskytují okamžitý přístup k informacím, ale spolu s ním se bohužel objevují stavy jako technostres či informační zahlcení.

### Vliv technologií na spánek
Spánek, pokud je kvalitní a dostatečně dlouhý, má pozitivní vliv na procesy učení a zapamatování. V Norsku (v r. 2012) byla provedena studie spánku a používání elektronických zařízení s mladistvými a mladými dospělými ve věku 16-19 let. Podle této studie může používání médií více než 4 hodiny denně vést k větší pravděpodobnosti spánkového deficitu a prodloužené spánkové latenci, tedy k delšímu usínání. Podstatný vliv má poslední hodina před ulehnutím, kterou by lidé měli strávit bez digitálních technologií, pokud chtějí docílit kvalitnějšího spánku.

## Předcházení digitální závislosti
Předcházet digitální závislosti lze stanovením jasných časových limitů pobytu na digitálních médiích, vytvářením zdravých návyků pro práci s nimi a jejich používáním, které vede k užitku. Takovéto zdravé nastavení se nazývá digitální wellbeing. Udržování rovnováhy mezi online a offline prostředím je potřebnou digitální kompetencí, která může být prevencí před závislostí.
Návyky a zásady, které zahrnuje digitální wellbeing, jsou vypínání notifikací, participace v online komunitách, které konkrétnímu uživateli vyhovují, dělání právě jen jedné věci a také účelné otevírání aplikací a emailové schránky. Týká se i dosahování fyzické pohody, které zahrnuje sezení na kvalitní židli, používání filtru modrého světla, prokládání práce u počítače fyzickou aktivitou ad.

### Primární prevence
Programem adiktologické prevence na školách je převážně v rámci modulů bezpečného chování na internetu a kyberšikany i problematika digitální závislosti. V ČR se tématu osvěty rizikům nadužívání digitálních medií věnuje například organizace Replug me Education, Slow Tech Institute nebo portál Zdravá generace.